# Битково
Битково (пол. Bytkowo) — село в Польщі, у гміні Рокетниця Познанського повіту Великопольського воєводства.
Населення — 383 особи (2011).

## Демографія
Демографічна структура станом на 31 березня 2011 року:
|          | Загалом | Допрацездатний вік | Працездатний вік | Постпрацездатний вік |
| -------- | ------- | ------------------ | ---------------- | -------------------- |
| Чоловіки | 193     | 65                 | 121              | 7                    |
| Жінки    | 190     | 57                 | 113              | 20                   |
| Разом    | 383     | 122                | 234              | 27                   |